# Feniciska
Feniciska (även puniska[källa behövs]) var det talade och skrivna språket i Fenicien, ett numera utdött semitiskt språk. Det feniciska alfabetet bestod av 22 tecken och var en utveckling av de egyptiska hieroglyferna. Varje tecken representerade ett konsonantljud. 
Feniciska språket tillhör den semitiska språkstammen och bildar jämte hebreiskan den kanaaneiska avdelningen av den nordsemitiska grenen.
I själva verket utgör hebreiskan och feniciskan, sådana de föreligger i Gamla testamentet och i inskrifter, ursprungligen endast dialekter av ett och samma språk, varför de till våra dagar bevarade feniciska minnesmärkena endast med hjälp av hebreiskan kunnat rätt förstås. Men inte bara Gamla testamentets språk, utan även den nyhebreiska (rabbinska) litteraturen har bidragit till tolkningen av de feniciska inskrifterna, därför att denna innehåller många urgamla kanaanitiska ord, som av en eller annan anledning saknas i den ringa till oss komna fornhebreiska litteraturen (G. T.).
Tidigare än något annat folk, om vi undantar egyptierna, hade fenicierna förstått att för sitt språk finna ett lämpligt uttryck i en bokstavsskrift, som ligger till grund såväl för de övriga semitiska språkens skrivtecken (med undantag av assyriskans) som även för det grekiska, latinska och avestiska alfabetet, måhända även för det indiska devanagari).
Om den feniciska skriftens ursprung känner man ingenting med visshet. Länge ansåg man, att den härstammade från Egypten, men detta antagande har inte kunnat bevisas, och alla försök att i detalj uppvisa hieroglyfiska förebilder för de feniciska bokstäverna ha misslyckats. Andra har velat härleda det feniciska alfabetet från den assyriska
kilskriften, men även denna hypotes är förenad med stora svårigheter.
De äldsta kända minnesmärkena av den feniciska litteraturen består av inskrifter, av vilka några anses härstamma från 9:e och 10:e århundradena f. Kr., medan de flesta tillhör tiden efter
400 f. Kr. Dels av Gamla testamentet, dels av egyptiska monument vet vi nämligen, att Kanaan tidigt utvecklade sig till en lagbundet ordnad kulturstat, med handel, industri och konst. Redan ett sådant urgammalt stadsnamn som bok-(arkiv?)staden
(Domarb. 1: 11) vittnar om litteraturens betydelse. Men av hela denna litteratur återstår så gott som ingenting. Några korta fragment av Sanchuniathons feniciska historia
(som innehåller kosmogoniska myter) samt av Hannos "Periplus"
finns ännu bevarade i grekiska översättningar, men alla andra feniciers och kartagers skrifter har spårlöst gått förlorade.
Vår kännedom om feniciska språket grundar sig alltså på följande källor:
1) i nyare tider funna inskrifter (flera hundra)
och myntlegender; 2) hos klassiska författare befintliga feniciska ord och namn samt de puniska textstyckena i Plautus’ komedi "Pœnulus" (akt V, scenerna 1–3). De viktigaste källorna är de äldre inskrifterna, vilkas fyndorter har varit: Libanon
(Sidon, Tyros), Cypern (Larnaka), Egypten (Ipsambul
mellan första och andra Nilkatarakten), Aten, Tunis
(Kartagos omnejd), Sardinien, Sicilien, Malta och
Marseille. Inskrifterna består till allra största delen av korta 1–6-radiga grav- och votivskrifter.
De största och viktigaste är följande: Konung Eschmunazars gravskrift från Sidon (22 rader), en votivinskrift av konung Jechaumelek från Byblos (15 r.), en offertavla från Kartago (11 r.) och en offerritual från Marseille (22 r.). Jämte dessa äldre äger vi en hel mängd yngre, uteslutande afrikanska inskrifter, vilka alla synas tillhöra tiden efter Kartagos fall. I dessa, vilka än kallats numidiska, än libyfeniciska, än nyfeniciska och (bäst) nypuniska, företer emellertid skriften betydligt förändrade och mångfaldigt växlande former.
Trots de sista decenniernas många fynd på detta område är det förefintliga materialet ännu för otillräckligt för att ge någon fullständig bild av feniciska språkets beskaffenhet. Innehållet i de olika inskrifterna är i allmänhet föga omväxlande, och åtskilliga stereotypa vändningar kommer alltjämt tillbaka, varemot flera viktiga grammatiska former och en hel mängd av de i det dagliga livet mest använda orden aldrig förekommer. Härtill kommer, att vokalerna mycket sparsamt betecknas i den feniciska skriften. Även de puniska texterna hos Plautus måste användas med stor försiktighet. Emellertid är det konstaterat, att feniciskan i fråga om konsonanterna fullständigt överensstämmer med hebreiskan,
åtminstone såvitt vi kan döma av skriften. Däremot tyckes olikheten i vokalisationen ha varit större. Även i syntaktiskt och lexikaliskt avseende har man funnit vissa olikheter mellan feniciskan och hebreiskan. I den stora inskriften från Byblos förekommer några egendomligheter, som tycks antyda en särskild dialekt. För övrigt är det sannolikt, att även språket i de afrikanska kolonierna utvecklat sig självständigt och tidigt skilt sig från den ursprungliga feniciskan; dock är detta omöjligt att med visshet avgöra.
Däremot är det bevisat, att de nypuniska inskrifterna innehåller åtskilliga former, som tillhör ett yngre utvecklingsstadium. Särskilt märkes, att gutturalerna förlorat sitt ursprungliga uttal, varför också tecknen för dessa konsonanter godtyckligt växlar med varandra. Denna yngre dialekt fortlevde ännu omkring 400 e. Kr. i trakten av det forna kartagiska området som ett levande språk. I
Fenicien däremot hade det feniciska språket långt förut dött ut och efterträtts av arameiskan.

## Källa
Den här artikeln är helt eller delvis baserad på material från Nordisk familjebok, Feniciska språket, 1904–1926.